# 前730年
| 千纪： | 前1千纪 |
| 世纪： | 前9世纪 \| 前8世纪 \| 前7世纪 |
| 年代： | 前760年代 \| 前750年代 \| 前740年代 \| 前730年代 \| 前720年代 \| 前710年代 \| 前700年代 |
| 年份： | 前735年 \| 前734年 \| 前733年 \| 前732年 \| 前731年 \| 前730年 \| 前729年 \| 前728年 \| 前727年 \| 前726年 \| 前725年 |
| 纪年： | 辛亥年（豬年）；周平王四十一年；魯惠公三十九年；齊僖公元年；晉孝侯九年；曲沃莊伯元年；秦文公三十六年；楚武王十一年；宋宣公十八年；衛桓公五年；陳桓公十五年；蔡宣公二十年；曹桓公二十七年；鄭莊公十四年；燕鄭侯三十五年；杞武公二十一年 |

## 大事記
- 晉國冬季無雪。[1]